# Grout Automobile Company

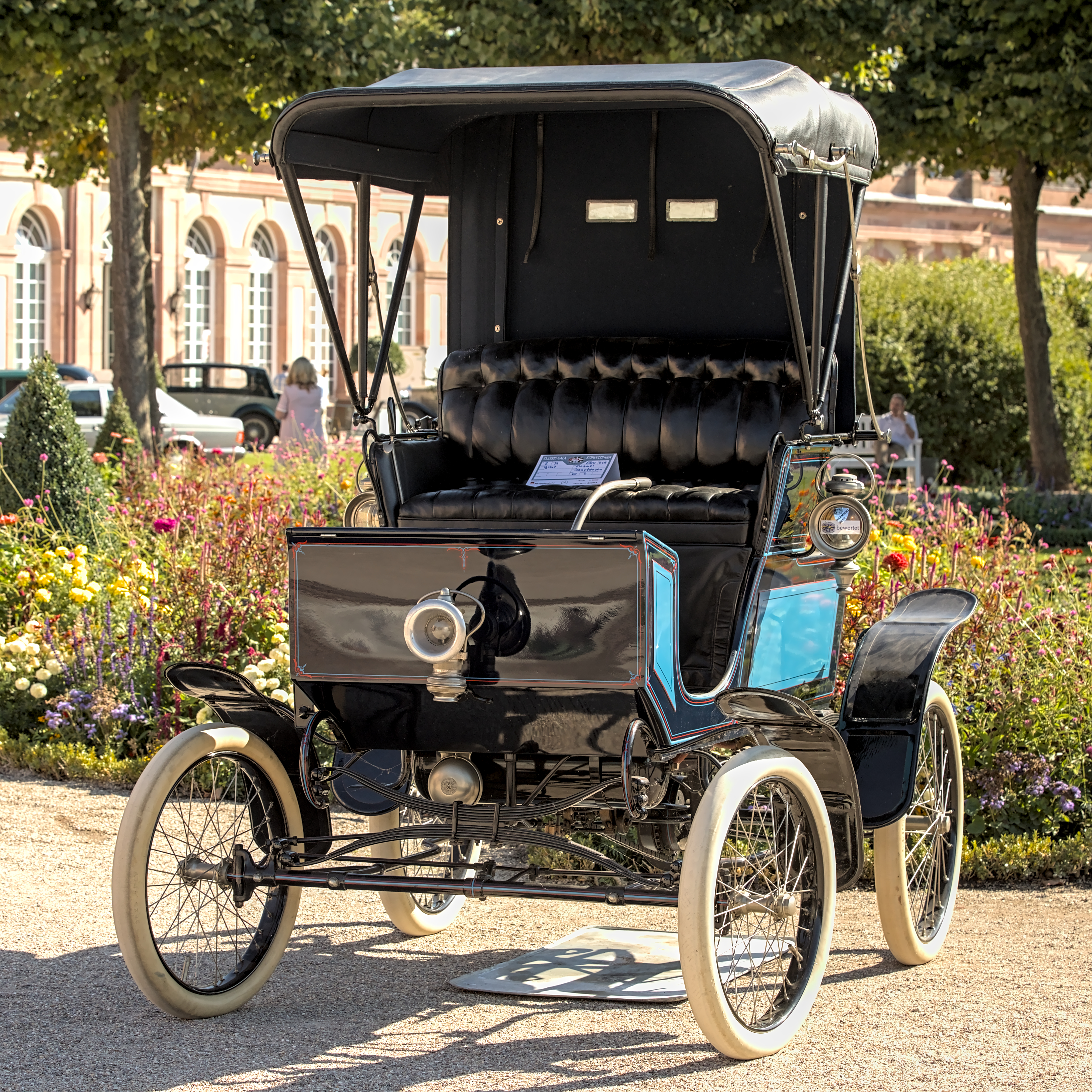
Grount Dampfwagen von 1900

Grout Model J von 1903. Die vordere Box lässt sich aufklappen und bietet eine weitere Sitzbank.

Heckansicht. Die Kette zur Hinterachse ist zu sehen.

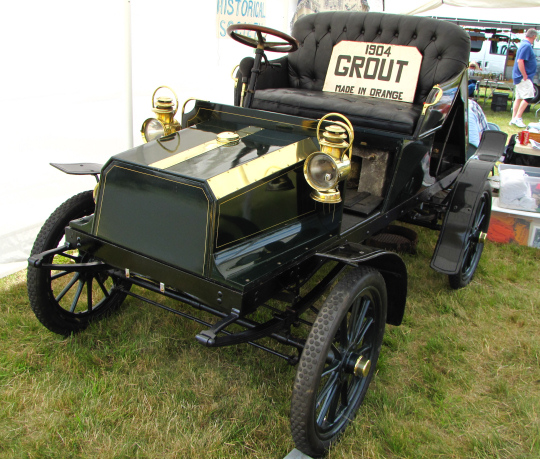
Grout von 1904

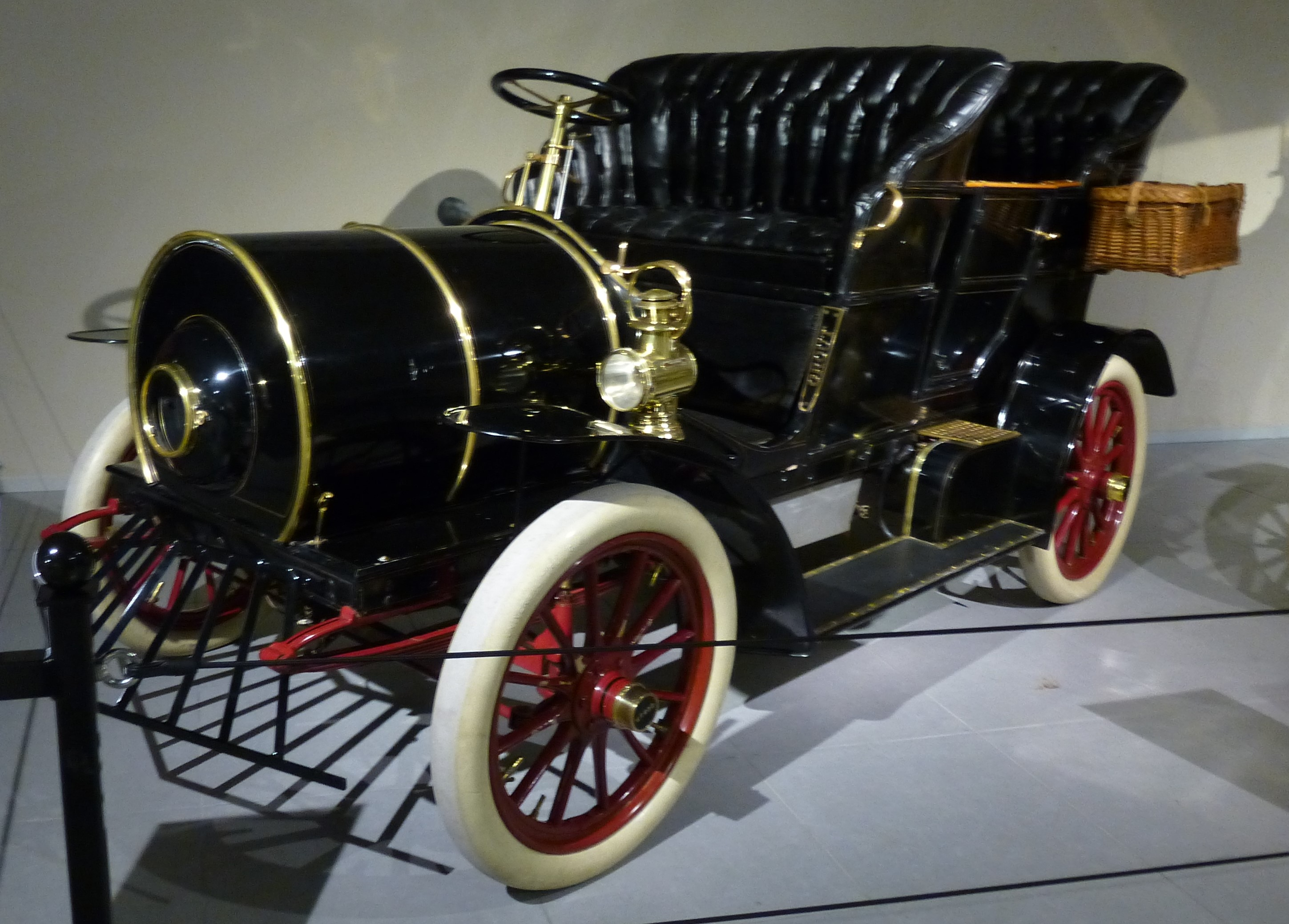
Grout 12 HP von 1904 in Louwman Museum. Auffallend der Kuhfänger, die runde Motorhaube und der zentral platzierte Scheinwerfer.

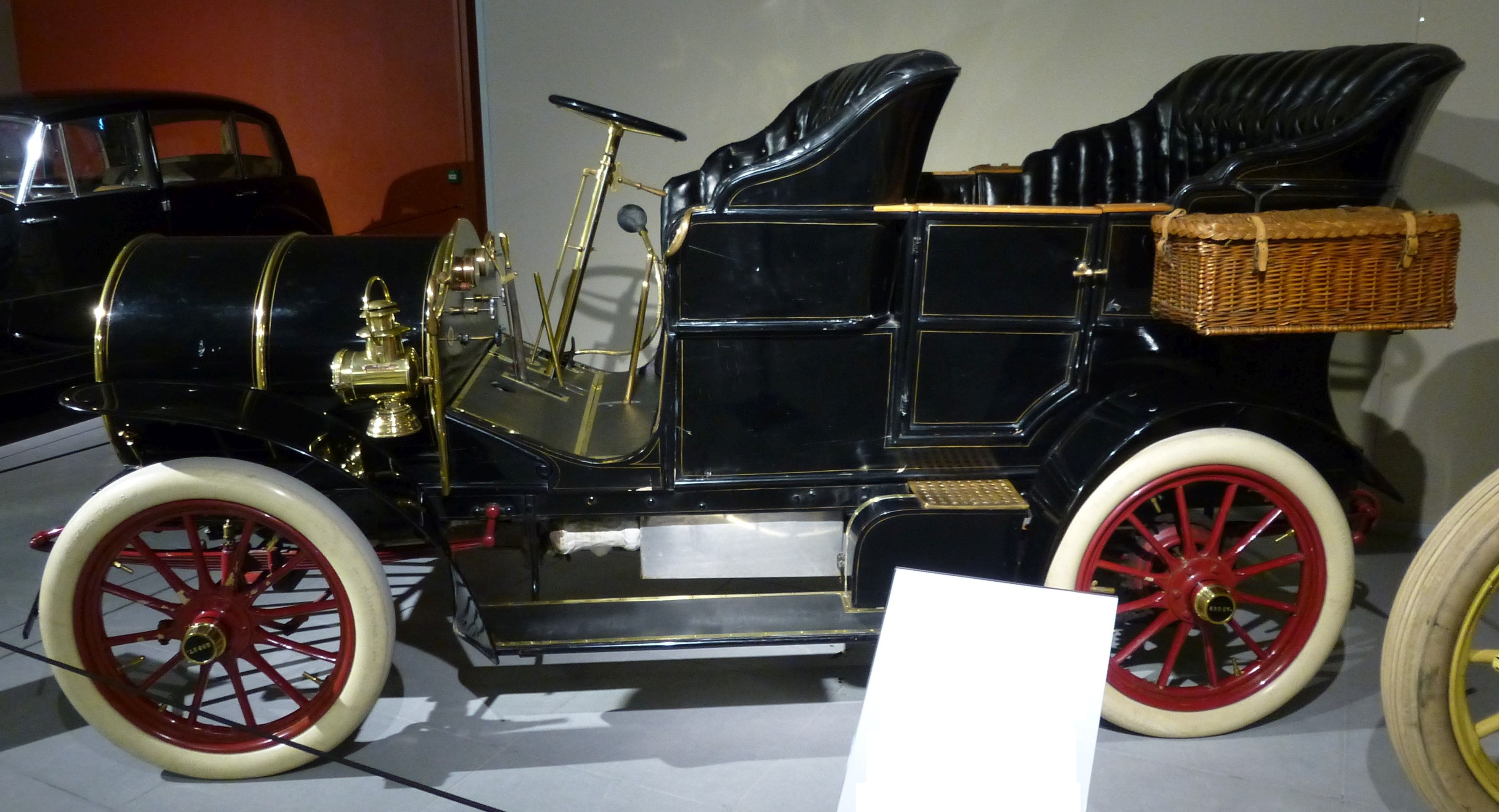
Seitenansicht

Grout Automobile Company, vorher Grout Brothers Automobile Company, war ein US-amerikanischer Hersteller von Automobilen.

## Unternehmensgeschichte
William Grout war mit seiner New Home Sewing Machine Company reich geworden. Seine Söhne Carl, C.B. und Fred interessierten sich nicht für Nähmaschinen, sondern für Automobile und hatten seit 1896 experimentiert. William gründete 1899 für sie die Grout Brothers Automobile Company in Orange in Massachusetts. 1900 begann die Serienproduktion. Der Markenname lautete Grout. Die Geschäfte liefen gut. 1904 entstanden 18 Fahrzeuge pro Woche, also etwa 936 im Jahr.
1907 war Walter Gould unzufrieden mit der Weise, wie seine Söhne das Unternehmen leiteten. Gegen den Willen seiner Söhne übernahm der 74-jährige das Unternehmen. Am 20. April 1908 starb er.
1909 übernahmen drei Geschäftsleute aus Orange das Unternehmen, darunter Walter J. Gould. Eine Reorganisation führte zur neuen Firmierung Grout Automobile Company. Die beiden Partner starben bald. Finanzielle Probleme begannen. 1912 endete die Produktion. Im September 1913 wurde das Werk verkauft.
Die Red Arrow Automobile Company nutzte ab August 1914 das Werk.

## Fahrzeuge
1896 entstand ein Dampfwagen als Prototyp. 1898 fertigten die Brüder ein Fahrzeug für den Eigenbedarf, den ein Ottomotor von der Haynes-Apperson Company antrieb. 1899 entstanden mehrere Versuchsfahrzeuge mit Ottomotoren sowie ein weiterer Dampfwagen.
Die Serienfahrzeuge waren zunächst ausschließlich Dampfwagen. Für 1900 ist ein Stanhope überliefert, der New Home genannt wurde.
1901 war der New Home als Stanhope, Coupé und Lieferwagen erhältlich. Außerdem wird ein Fire Chief’s Wagon genannt.
1902 standen sechs Modelle im Angebot. Model B, Model E und Model H waren Runabouts, Model C ein Stanhope, Model G ein Lieferwagen und Model I ein Tourenwagen.
1903 bestand das Sortiment aus dem Model H als zweisitzigem Runabout, dem Model J als viersitzigem Runabout und einem fünfsitzigen Tonneau. Eine andere Quelle gibt an, dass das Model J einen drop front seat hatte. Eine vordere Box konnte aufgeklappt werden und bot dann zwei weiteren Personen Platz.
1904 hatte ein Modell einen Dampfmotor mit einem Zylinder und 7,5 PS Leistung. Das Fahrgestell hatte 193 cm Radstand. Aufbauten waren ein Runabout und ein Surrey mit vier Sitzen. Ein anderes Modell hatte einen stärkeren Motor mit zwei Zylindern und 12 PS Leistung. Der Radstand betrug 218 cm. Der offene Tourenwagen bot Platz für fünf Personen.
1905 stand das letztgenannte Modell weiterhin im Sortiment. Die Motorleistung war nun mit 12/18 PS angegeben. Der Radstand blieb unverändert. Der Aufbau war nun ein Tonneau mit seitlichem Zustieg. Außerdem ergänzte ein Fahrzeug mit einem Ottomotor das Angebot. Es hatte – wie alle folgenden Fahrzeuge – einen Vierzylindermotor und Kardanantrieb. Er leistete 20 PS. Der Radstand betrug 259 cm. Auch dieses Modell war als Tonneau mit seitlichem Zustieg karosseriert.
1906 entfielen die Dampfwagen. Das einzige Modell war der 30/35 HP. Die Motorleistung war mit 30/35 PS angegeben. Der Radstand betrug weiterhin 259 cm. Überliefert sind zweisitziger Runabout und fünfsitziger Tourenwagen.
Für die Zeit von 1907 bis 1908 wurde der Radstand auf 274 cm verlängert. Der Motor leistete nun 35 PS. Ein dreisitziger Runabout ergänzte die zur Wahl stehenden Karosserien.
1909 wurde der Radstand auf 295 cm verlängert. Roadster mit zwei, drei und vier Sitzen lösten die Runabouts ab. Außerdem kam ein Close-Coupled Tonneau mit vier Sitzen dazu.
1910 war die Motorleistung mit 40/45 PS und der Radstand mit 312 cm angegeben. Zur Wahl standen ein fünfsitziger Tourenwagen, ein viersitziges Baby Tonneau, ein viersitziger Sport und ein dreisitziger Runabout.
1911 ergänzte ein kleineres Modell das Sortiment. Das Model 35 hatte einen 35-PS-Motor und einen Radstand von 295 cm. Es war als fünfsitziger Tourenwagen und als viersitziges Tonneauette erhältlich. Das Model 45 hatte einen 45-PS-Motor und 312 cm Radstand. Es war als fünf- und siebensitziger Tourenwagen und als viersitziges Tonneauette karosseriert.
1912 änderten sich nur die Aufbauten. Das kleinere Modell stand als Tourenwagen mit zwei und mit fünf Sitzen im Angebot. Das größere Modell war als Roadster mit zwei und vier Sitzen sowie als Tourenwagen mit fünf und sieben Sitzen erhältlich.

## Modellübersicht
| Jahr      | Modell                   | Zylinder | Leistung (PS) | Radstand (cm) | Aufbau                                                                                            |
| --------- | ------------------------ | -------- | ------------- | ------------- | ------------------------------------------------------------------------------------------------- |
| 1900      | Steam New Home           |          |               |               | Stanhope                                                                                          |
| 1901      | Steam New Home           |          |               |               | Stanhope, Lieferwagen, Coupé                                                                      |
| 1901      | Steam Fire Chief’s Wagon |          |               |               |                                                                                                   |
| 1902      | Model B Steam            |          |               |               | Runabout                                                                                          |
| 1902      | Model C Steam            |          |               |               | Stanhope                                                                                          |
| 1902      | Model E Steam            |          |               |               | Runabout                                                                                          |
| 1902      | Model G Steam            |          |               |               | Lieferwagen                                                                                       |
| 1902      | Model H Steam            |          |               |               | Runabout                                                                                          |
| 1902      | Model I Steam            |          |               |               | Tourenwagen                                                                                       |
| 1903      | Model H Steam            |          |               |               | Runabout 2-sitzig                                                                                 |
| 1903      | Model J Steam            |          |               |               | Runabout 4-sitzig                                                                                 |
| 1903      | Steam                    |          |               |               | Tonneau 5-sitzig                                                                                  |
| 1904      | Steam                    | 1        | 7,5           | 193           | Runabout, Surrey 4-sitzig                                                                         |
| 1904      | Steam                    | 2        | 12            | 218           | Tourenwagen 5-sitzig                                                                              |
| 1905      | Steam                    | 2        | 12/18         | 218           | Side Entrance Tonneau                                                                             |
| 1905      | Gasoline                 | 4        | 20            | 259           | Side Entrance Tonneau                                                                             |
| 1906      | 30/35 HP                 | 4        | 30/35         | 259           | Runabout 2-sitzig, Tourenwagen 5-sitzig                                                           |
| 1907–1908 | 35 HP                    | 4        | 35            | 274           | Tourenwagen 5-sitzig, Runabout 2-sitzig und 3-sitzig                                              |
| 1909      | 35 HP                    | 4        | 35            | 295           | Tourenwagen 5-sitzig, Close-Coupled Tonneau 4-sitzig, Roadster 2-sitzig und 3-sitzig und 4-sitzig |
| 1910      | 40/45 HP                 | 4        | 40/45         | 312           | Tourenwagen 5-sitzig, Baby Tonneau 4-sitzig, Sport 4-sitzig, Runabout 3-sitzig                    |
| 1911      | Model 35                 | 4        | 35            | 295           | Tourenwagen 5-sitzig, Tonneauette 4-sitzig                                                        |
| 1911      | Model 45                 | 4        | 45            | 312           | Tourenwagen 5-sitzig und 7-sitzig, Tonneauette 4-sitzig                                           |
| 1912      | Model 35                 | 4        | 35            | 295           | Tourenwagen 2-sitzig und 5-sitzig                                                                 |
| 1912      | Model 45                 | 4        | 45            | 312           | Tourenwagen 5-sitzig und 7-sitzig, Roadster 2-sitzig und 4-sitzig                                 |

## Markenname Weston
Weston Motor Syndicate aus London importierte die Fahrzeuge nach England und bot sie zwischen 1899 und 1903 als Weston an. Eine zweite Quelle bestätigt den Markennamen Weston für England, aber weder den Importeur noch den Zeitrahmen.